# Eloka-To
Eloka-To ou Elokato est un village dans le Sud de la Côte d'Ivoire dans le District autonome d'Abidjan. La localité d'Eloka-To est rattachée à la commune de Bingerville,. 